# Kręciata
Kręciata (ukr. Кринтята) – wieś na Ukrainie, w obwodzie lwowskim, w rejonie drohobyckim (do 2020 roku w rejonie turczańskim). Liczy około 127 mieszkańców. Pierwsze wzmianki o wsi pochodzą z 1589.

## Ważniejsze obiekty
* kaplica greckokatolicka